# Франческо дель Бальцо
Франческо дель Бальцо (итал. Francesco del Balzo; ум. 1530, Рим) — граф Кастро и Удженто в 1516—1528. Последний мужской представитель линии Кастро и Удженто и всего дома де Бо д’Андрия.

## Биография
В надежде вернуть герцогство Нардо он перешёл на сторону французов во время похода маршала Лотрека в Неаполитанское королевство (1528) во время войны Коньякской лиги, но после поражения французов Карл V конфисковал его владения и вынудил бежать в Рагузу. Через два года Франческо вернулся в Италию и поселился в Риме на иждивении кардинала Тривульцио. Там он и умер через два года. Его единственную дочь Антонию их родственница Изабелла Капуанская, принцесса ди Мольфетта, отправила в Мантую, к своему мужу Ферранте I Гонзага. Впоследствии он выдал её замуж за маркиза ди Ликодия, принца Бутеры.

## Семья
Сын Раймондо дель Бальцо, графа Кастро и Удженто, и Антонии Колонны.
1-й брак: N, дочь Трояно II Караччоло, герцога Мельфи, и Ипполиты Сансеверино
2-й брак (ок. 1501): Бриза Карафа, дочь Джованни Винченцо Карафы, маркиза Монтезаркьо, и Ковеллы де Гевара из рода маркизов дель Васто
- Антония (до 1528—1560). Муж: Амборджо Сантапау Бранчифорте (ок. 1518—1564), маркиз ди Ликодия и князь ди Бутера